# Makopsé

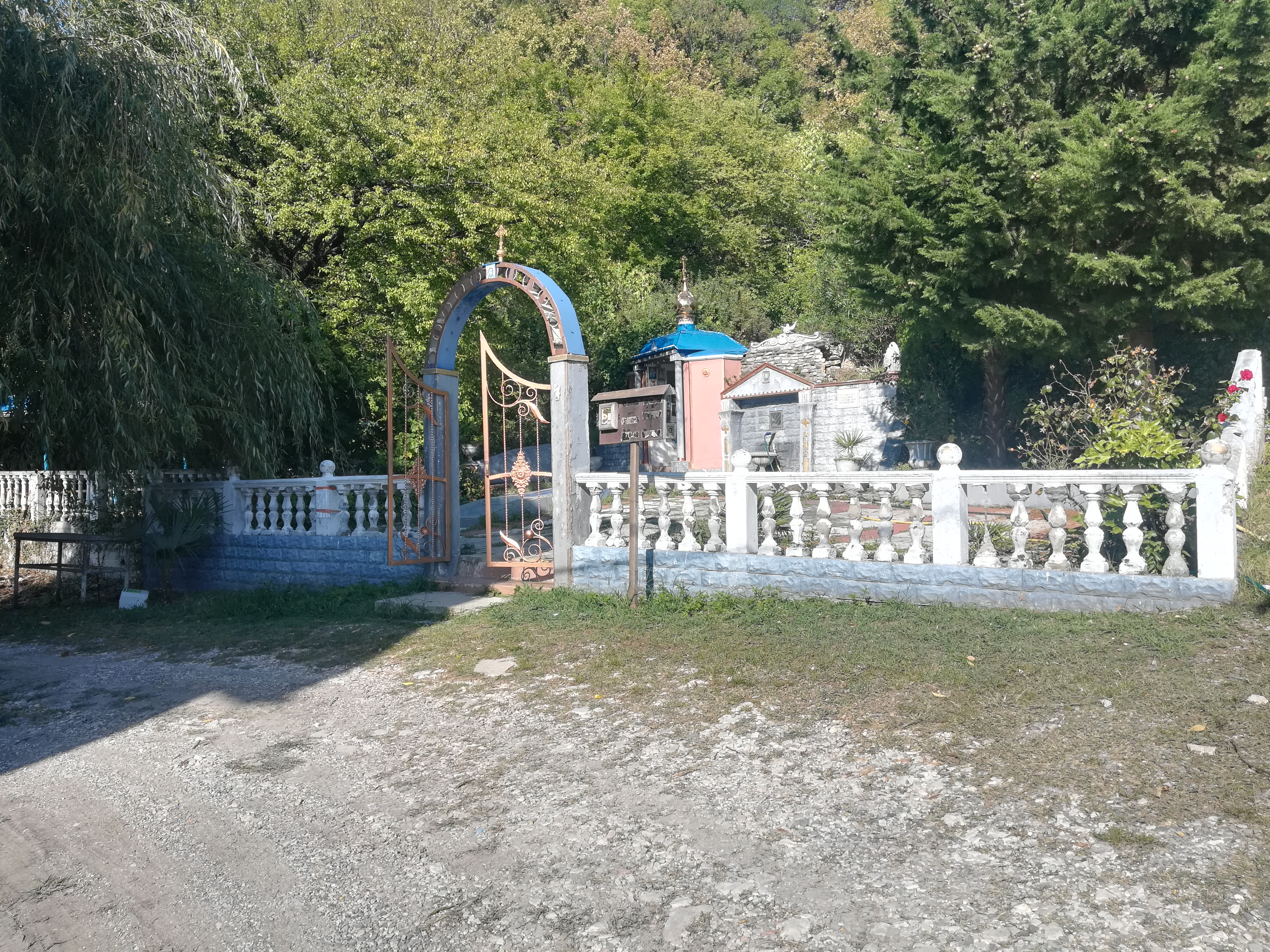
Petit oratoire.

Makopsé (Макопсе) est un village du sud de la Russie au bord de la mer Noire. Il a le statut de microraïon (sous-district) et dépend du raïon de Lazarevskoïe qui lui-même appartient à la ville-arrondissement de Sotchi. Le tout fait partie du kraï de Krasnodar.

## Géographie
Makopsé est situé au nord-est du raïon de Lazarevskoïe, le long de la rivière Makopsé et de son embouchure dans la mer Noire, ainsi que dans les collines environnantes. Ses rues principales sont la rue Maïskaïa (rue de Mai), Koltsova (circulaire), Gretcheskaïa (rue Grecque), Jasminnaïa (rue des Jasmins), Soussanina (rue Soussanine), Pliajnaïa (rue de la Plage), Makopsinskaïa (rue de Makopsé), Sibirskaïa (rue de Sibérie), Svobody (rue de la Liberté).

## Historique
La localité a été enregistrée comme telle en 1923. Mais elle a toujours été peuplée, notamment depuis l'Antiquité par les Hénioques décrits avec effroi par Strabon.
Elle faisait partie du domaine agricole du Grec pontique Anastase Apostoli, acheté en 1872 et nationalisé après la prise de pouvoir des Soviets dans la région en avril 1920. Ce n'est qu'en 1935 qu'un conseil communal y est formé. Le tourisme se développe à partir des années 1930 et une pension s'y ouvre appelée Makopsé et un peu plus loin, une autre appelée Droujba (Amitié). On commence alors à y construire quelques infrastructures. Aujourd'hui, c'est une station balnéaire familiale et tranquille autour de quelques cafés et commerces, mais sans l'agitation que l'on trouve à Touapsé, à Lazarevskoïe, ou dans le district central de Sotchi. La nature et la qualité de l'eau de mer y sont considérées comme plus préservées.
Le village dispose d'une école, l'école n°79.

## Économie et transport
Le moteur économique principal de la localité est le tourisme. Les randonnées dans la forêt montagneuse et le long de la Makopsé qui forme des cascades sur son cours (dont la plus connue est appelée Les Larmes de Laure), ainsi que la plage de galets en sont les principales attractions. Le tout bénéficie d'un climat subtropical humide. On trouve des vignobles dans les hauteurs.
Au nord-est du sous-district, se trouve juste au bord de la mer un petit arrêt ferroviaire, Droujba (Amitié), installé en 1951 sur la ligne Touapsé-Soukhoum (chemin de fer du Caucase Nord) qui passe par la gare centrale de Sotchi. Toutefois la gare de Touapsé est plus proche (24 kilomètres). L'autoroute M27 longe le littoral.

## Coordonnées
43° 59′ 46″ N, 39° 12′ 47″

## Sources
- (ru) Cet article est partiellement ou en totalité issu de l’article de Wikipédia en russe intitulé « Макопсе (посёлок) » (voir la liste des auteurs).

- (es) Cet article est partiellement ou en totalité issu de l’article de Wikipédia en espagnol intitulé « Makopse » (voir la liste des auteurs).